# 变性 (生物化学)

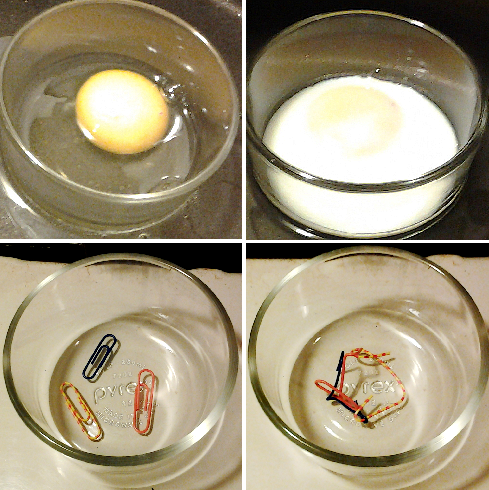
(上图) 在煮熟鸡蛋的时候，在蛋清中的蛋白质白蛋白发生变性和溶解性的损失。(下图) 回形针提供一个可视化的类比来帮助概念化变性的过程。

变性（英語：Denaturation）在生物化学中是指蛋白质或核酸受到某些理化因素的作用，其高级结构发生破坏从而丧失生物活性的现象。

## 蛋白质
蛋白质的变性理论最早由吴宪在1931年提出，他认为蛋白质的活性丧失是其构象在特定因素下发生改变的结果。变性与水解不同的是，变性不涉及蛋白质一级结构的变化（如肽键断裂），只是维系蛋白质高级结构的次级键被严重破坏。
能够使蛋白质变性的方式有：高温，极端低温，酸，碱，重金属离子，有机溶剂，甲醛，尿素，高强度辐射等。
高温可以使食物中的微生物的蛋白质和核酸变性，杀死微生物，因此高温，如将鸡蛋和肉类加热，是常用的消毒手段。医用酒精可以消毒也是同样的原因，酒精可以破壞親水性胺基酸之間的氫鍵，以及疏水性胺基酸之間的相吸引。

## 核酸
核酸的变性是指双链的DNA、RNA两者的杂交分子在高温、物理作用或酶的作用下，碱基间的氢键断裂，变成两条单链的过程，即解链。